# Équipe de république d'Irlande de football
Cet article traite de l'équipe masculine. Pour l'équipe féminine, voir Équipe de république d'Irlande féminine de football.
Ne pas confondre avec l'Équipe d'Irlande de football ou l'Équipe d'Irlande du Nord de football
Maillots
L'équipe de république d'Irlande de football (en gaélique : Foireann sacair náisiúnta Phoblacht na hÉireann, en anglais : Republic of Ireland national football team) est la sélection représentant l'État d'Irlande lors des compétitions internationales de football masculin, sous l'égide de la Fédération d'Irlande de football.
Née en 1924, peu après la fin de la guerre d'indépendance irlandaise, la sélection doit attendre la fin des années 1980 pour se qualifier pour la première fois aux grands tournois internationaux. Cependant, quand elle s'y qualifie, l'Irlande fait généralement bonne figure. L'Euro 1988 est la première phase finale à laquelle elle participe, suivie des Coupes du monde de 1990, dont elle atteint les quarts de finale, et 1994. Après un trou générationnel, les Irlandais se qualifient pour la Coupe du monde 2002 puis aux championnats d'Europe de 2012 et 2016.

## Histoire

### État libre d'Irlande (1924-1936)
En 1882 naît à Belfast l'équipe d'Irlande, dirigée par l'Association irlandaise de football (Irish Football Association, IFA). Elle reste la seule sélection nationale irlandaise jusqu'à la déclaration d'indépendance de l'Irlande en 1919 et les événements qui lui font suite : la Guerre d'indépendance irlandaise s'achève avec le Traité anglo-irlandais de décembre 1921 qui donne naissance à deux pays : l'Irlande du Nord et l'État libre d'Irlande.
L'Association de l'État libre d'Irlande (Football Association of the Irish Free State, FAIFS) est fondée à Dublin en septembre 1921, en sécession de l'IFA. Elle organise immédiatement son propre championnat et travaille à la mise en place d'une sélection propre. Elle obtient son affiliation à la FIFA en 1923.
En 1923, alors que la Guerre civile irlandaise touche à son terme, la FAIFS est reconnue par la FIFA comme le représentant du football de l'État libre d'Irlande. Une sélection est rassemblée pour représenter le pays aux Jeux olympiques de 1924 à Paris. Elle est constituée de Paddy O'Reilly, Jack McCarthy, Bertie Kerr, Tommy Muldoon, John Joe Dykes, Ernie McKay, Michael Farrell, Joe Kendrick (pour le match contre la Bulgarie), Frank Ghent (pour le match contre les Pays-Bas), Paddy Duncan, Dinny Hannon, Johnny Murray. Le 28 mai, au Stade Yves-du-Manoir, elle s'impose face à la Bulgarie à l'occasion de son premier match officiel. Paddy Duncan inscrit le seul but du match. En quart de finale, le 2 juin, elle s'incline face aux Pays-Bas après  prolongation (1-2),. Le 14 juin, la sélection dispute son premier match à domicile face aux États-Unis, en tournée européenne après le tournoi olympique. L'Irlande l'emporte trois buts à un au Dalymount Park, Ed Brookes (en) inscrivant un triplé. Ces  deux rencontres qui n'étaient pas considérées comme officielles par la fédération irlandaise, étant donné la baisse d'estime pour le tournoi olympique à cette époque le sont devenues en 2024.
La sélection irlandaise, qui ne peut pas jouer contre ses voisines des Home Nations du fait de la situation politique, n'est de nouveau réunie qu'en 1926-1927, pour une confrontation amicale aller-retour avec l'Italie, suivie d'une autre avec la Belgique en 1928-1929. Comme la plupart des fédérations européennes, l’État libre d'Irlande ne répond pas à l'invitation de la FIFA de disputer la première Coupe du monde en 1930 en Uruguay. Quatre ans plus tard, elle s'inscrit par contre aux tours préliminaires de la deuxième édition, organisée en Italie. Le 25 février 1934, elle fait match nul (4-4) face à la Belgique au Dalymount Park. Paddy Moore, auteur des quatre buts irlandais, est le premier joueur à inscrire un quadruplé lors d'un match comptant pour la Coupe du monde. Après une lourde défaite aux Pays-Bas, l'Irlande doit cependant laisser à la Belgique la place pour la Coupe du monde, au goal average.

### Irlande (1937-1952)
En 1937, l'État libre d'Irlande est rebaptisé Éire, ou plus simplement Irlande, après l'adoption d'un nouvelle constitution. La FAIFS devient Football Association of Ireland (FAI), Cumann Peile na h-Éireann en gaélique. Elle entre en concurrence directe avec l'IFA (Irish Football Association), basée à Belfast, toutes deux revendiquant la gestion du football sur la totalité de l'île. Au moins 28 joueurs se trouvent sélectionnés tour à tour en équipe d'Éire et en équipe d'Irlande. Pour la majorité, ce sont des joueurs du Sud qui acceptent de jouer pour l'IFA.
Fin 1937, la sélection manque de se qualifier pour la Coupe du monde 1938 face à la Norvège. Puis elle connaît une longue pause dans ses activités, comme dans la plupart des fédérations européennes, du fait de la Seconde Guerre mondiale. La sélection n'est de nouveau rassemblée qu'en juin 1946.
Le 21 septembre 1949, les Irlandais remportent  au Goodison Park une victoire historique sur l'Angleterre (2-0), qui subit ce jour-là sa première défaite face à un pays ne faisant pas partie des Nations constitutives du Royaume-Uni : Écosse, pays de Galles et l'Irlande de l'IFA. Les relations avec cette dernière ne s'améliorent pas, alors que la FIFA accepte pour la première fois l'inscription des deux sélections dans une même compétition, les tours préliminaires à la Coupe du monde 1950. Quatre joueurs – Tom Aherne, Reg Ryan, Davy Walsh, Con Martin – jouent pour les deux équipes. Natifs du sud de l'Irlande et ayant fait leurs débuts en sélection FAI, ils ont accepté par la suite de rejoindre la sélection IFA, du Nord. La FAI s'en plaint auprès de la FIFA, qui décide de restreindre l'éligibilité des joueurs sur la base de leur bord politique. Sur le terrain, aucune des deux sélections ne parvient à se qualifier. À la suite des forfaits de l'Écosse, de la Turquie et de l'Inde pour la phase finale de la Coupe du monde, l'Irlande du sud (deuxième de son groupe de qualification), est invitée par la FIFA à occuper l'une des places vacantes dans le tournoi final, mais elle décline l'invitation.
La FIFA décide en complément en 1953 qu'aucune des deux sélections ne pourra plus s'appeler « équipe d'Irlande ». La sélection FAI devient officiellement l'équipe de « république d'Irlande » et la sélection IFA celle « d'Irlande du Nord ».

### République d'Irlande (1953-1968)
Les Irlandais s'inscrivent dorénavant à toutes les grandes compétitions internationales. L'Association d'Irlande de football est membre de l'UEFA dès sa création en 1954. Elle est devancée par la France en éliminatoires de la Coupe du monde de 1954. Quatre ans plus tard, le tirage au sort la place dans le groupe de la redoutable Angleterre. Après une lourde défaite à Londres, les Irlandais doivent l'emporter à Dublin pour rester en course et espérer disputer un match d'appui contre ces mêmes Anglais. Ils tiennent l'avantage grâce à un but d'Alf Ringstead (en) jusqu'à l'égalisation de John Atyeo à la dernière minute. L'Irlande est éliminée alors qu'il lui reste un match à jouer.
En 1959, l'Irlande fait partie des 17 concurrents de la première Coupe d'Europe des nations. Le tirage au sort l'oblige à disputer l'unique confrontation du tour préliminaire contre la Tchécoslovaquie, une des meilleures sélections du moment, qu'elle bat à Dublin (2-0), avant de s'incliner lourdement au retour à Bratislava (0-4). En 1964, les Irlandais réalisent leur première performance notable en atteignant les quarts de finale de la 2e édition du Championnat d'Europe, où ils s'inclinent face à l'Espagne, futur vainqueur. Les mêmes Espagnols retrouvent les Irlandais dans le groupe 9 des éliminatoires pour le mondial 1966. Les deux équipes terminent à égalité de points en tête, les buts inscrits étant ignorés. Le match d"appui initialement prévu au Stade de Wembley à Londres, où vivent de nombreux Irlandais, se tient finalement à Paris (stade de Colombes), en novembre 1965, à la demande de la Fédération espagnole et avec l'accord de la Fédération irlandaise, pour des raisons financières. L'Espagne marque le seul but du match à dix minutes de la fin et prive l'Irlande d'une première qualification en Coupe du monde. Lors des éliminatoires de l'Euro 1968, les Irlandais sont encore dominés par l'Espagne et la Tchécoslovaquie.

### Traversée du désert (1969-1985)
En 1969 la fédération engage Mick Meagan (en) en tant que sélectionneur - il est le premier à tenir ce rôle de manière permanente et professionnelle. Il obtient cependant des résultats très décevants, jusqu'à sa démission fin 1971.
Son remplaçant Liam Tuohy obtient l'engagement des clubs anglais, où jouent les meilleurs Irlandais, de laisser ces derniers à la disposition de la sélection pour les matchs internationaux. L'Irlande est invitée à la prestigieuse Coupe de l'Indépendance du Brésil en 1972, où elle fait bonne figure. Les qualifications pour la Coupe du monde 1974 se passent relativement mieux que les précédentes, bien que l'Irlande soit devancée par l'Union soviétique. Mais Tuohy démissionne peu après à la suite d'un désaccord financier avec la fédération.
Johnny Giles prend sa suite en tant que sélectionneur-joueur. Bénéficiant de l'éclosion du jeune Liam Brady, il parvient à obtenir des résultats en nette progression, sans cependant parvenir à qualifier la sélection pour une phase finale. Après l'échec de la campagne de l'Euro 1980, où l'Irlande termine derrière l'Angleterre et, surtout, l'Irlande du Nord, qu'elle affronte pour la première fois, Giles démissionne, considérant qu'il a fait le mieux qu'il a pu.
Eoin Hand prend en charge l'équipe pour les qualifications à la Coupe du monde 1982. Vainqueur à Dublin des Pays-Bas et de la France de Michel Platini, l'Irlande n'est devancée par cette dernière qu'à la différence de buts. Les deux campagnes de qualification suivantes sont plus décevantes, et Hand quitte son poste en 1986. L'Irlande connaît à cette époque sa plus large défaite, contre le Brésil le 27 mai 1982 (0-7), mais aussi sa plus large victoire, face à Malte durant les éliminatoires de l’Euro 1984 (8-0).

### Les années Jack Charlton (1986-1995)
En 1986, la fédération nomme comme sélectionneur l'Anglais Jack Charlton, le frère de Bobby Charlton. Vainqueur de la Coupe du monde 1966 avec son pays, il est un entraîneur réputé, notamment pour son passage à Middlesbrough dans les années 1970.

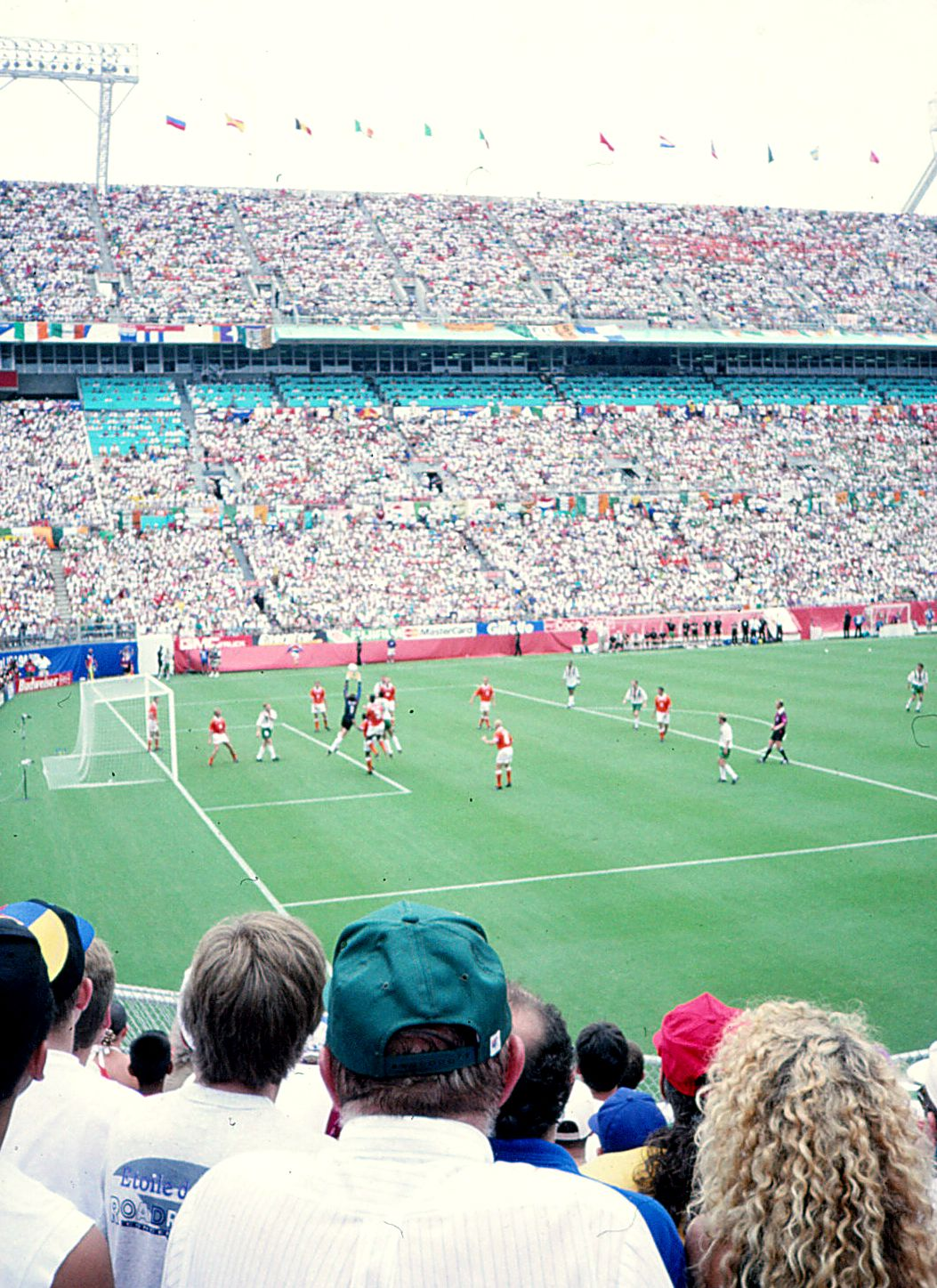
Scène du match Irlande-Pays-Bas à Orlando (USA), en 8e de finale de la Coupe du monde 1994.

L'arrivée de Charlton ouvre la période la plus faste de la sélection. Elle débute en mai 1986 par la victoire des Irlandais lors du Iceland Triangular Tournament (en), face à l'Islande et la Tchécoslovaquie et conduit à la qualification de la sélection pour une phase finale d'Euro et deux de Coupe du monde.
L'Irlande obtient pour la première fois sa place dans une phase finale à l'occasion de l'Euro 1988. Dans un groupe éliminatoire serré, les Irlandais devancent la Belgique et l’Écosse mais restent à la merci de la Bulgarie, qui reçoit l’Écosse pour son dernier match. Le but de l’Écossais Gary Mackay en toute fin de match envoie l'Irlande à l'Euro. Pour leur premier match ils battent l'Angleterre à Stuttgart (1-0, but de  Ray Houghton), ce qui représente alors un exploit retentissant, puis ils font match nul avec les Soviétiques à Hannovre (1-1, ouverture du score de Ronnie Whelan). Lors du dernier match, décisif, face aux Pays-Bas, ils s'inclinent en toute fin de rencontre, alors qu'un match nul leur assurait une place en demi-finale. Les Pays-Bas remportent finalement le tournoi, en battant en finale l'Union soviétique.
Lors des qualifications pour la Coupe du monde 1990, les Irlandais réalisent une série historique de cinq victoires d'affilée - face à l'Espagne, l'Irlande du Nord, la Hongrie et Malte, deux fois - qui lui ouvre les portes du tournoi. En phase de groupe, ils obtiennent trois matchs nuls face à l'Angleterre, l'Égypte et les Pays-Bas, qui les qualifient pour les huitièmes de finale. Au bout d'un nouveau match nul face à la Roumanie, les Irlandais se qualifient aux tirs au but, grâce aux gestes décisifs de Packie Bonner et David O'Leary. Opposés à l'Italie, pays-hôte, en quart de finale à Rome, les Irlandais s'inclinent 1-0, après un but de Salvatore Schillaci à la 38e minute de jeu. La délégation irlandaise obtient pendant le tournoi une audience avec le pape Jean-Paul II, ce qu'elle est la seule à faire.
L'Irlande, bien qu'invaincue, est devancée par l'Angleterre dans la course à l'Euro 1992. Deux ans plus tard, elle assure sa qualification pour la Coupe du monde aux États-Unis grâce à un match nul en Irlande du Nord, ne devançant le Danemark, champion d'Europe en titre, qu'au nombre de buts inscrits. Lors de leur premier match, les Irlandais retrouvent l'Italie, leur vainqueur en 1990, et l'emportent (1-0) au Giants Stadium près de New York City. Ils s'inclinent ensuite face au Mexique (2-1) dans le climat chaud et humide du Citrus Bowl d'Orlando en Floride. Un match nul face à la Norvège (0-0) leur ouvre une nouvelle fois les portes des huitièmes de finale (toutes les équipes terminant avec trois points et une différence de buts nulle, elles sont départagées au nombre de buts marqués !). L'Irlande s'incline logiquement face aux Pays-Bas (2-0).
Les qualifications pour l'Euro 1996, organisé en Angleterre, sont plus compliquées. Devancée largement par le Portugal, l'Irlande ne devance l'Irlande du Nord qu'à la différence de buts et doit passer par un match de barrage face aux Pays-Bas. Ces derniers l'emportent 2-0, au stade Anfield à Liverpool. Cette défaite est le dernier match de Jack Charlton sur le banc.

### Quelques succès et le déclin (1996-2007)
L'ancien capitaine de la sélection Mick McCarthy prend la suite de Charlton. L'Irlande manque cependant la qualification pour les deux grands tournois suivants. Deuxième de son groupe de qualification pour la Coupe du monde 1998 derrière la Roumanie, elle doit affronter en barrage la Belgique qui l'emporte au bout d'un duel serré (1-1, 1-2). La FIFA récompense en fin d'année les supporteurs irlandais en leur attribuant collectivement le prix du fair-play pour leur comportement exemplaire, notamment lors de ce barrage. Pour l'Euro 2000, l'Irlande termine de nouveau à la deuxième place de son groupe, derrière la RF de Yougoslavie, à cause d'un but encaissé à la dernière minute lors du dernier match en Macédoine. Elle doit affronter cette fois la Turquie en barrage. . Tenu en échec à Dublin (1-1), les Irlandais concèdent un match nul et vierge à Istanbul qui qualifient leurs adversaires en vertu de la règle des buts marqués à l'extérieur. L'attaquant Tony Cascarino, recordman du nombre de sélections avec l'Irlande, qui se trouve impliqué dans une bagarre après le match, confirme sa retraite internationale,,.
Pour la Coupe du monde 2002, l'Irlande termine encore une fois à la deuxième place de son groupe, devancée seulement par le Portugal à la différence de buts, après sept victoires et trois matchs nuls en dix matchs. En barrage, l''Irlande affronte cette fois l'Iran, troisième sélection d'Asie. Elle l'emporte à Dublin grâce à Ian Harte (sur penalty) et Robbie Keane (2-0) et résiste au retour, devant 100 000 spectateurs à Téhéran, où elle ne s'incline qu'un but à zéro. L'Irlande fait son retour en Coupe du monde mais perd peu avant son capitaine emblématique Roy Keane, renvoyé en Europe après un conflit avec McCarthy. Pendant la compétition, les Irlandais obtiennent deux matchs nuls face au Cameroun et à l'Allemagne puis battent l'Arabie saoudite (3-0),,. En huitième de finale face à l'Espagne, Robbie Keane égalise à la dernière minute du temps réglementaire. La qualification se joue aux tirs au but, remportés par les Espagnols (3-2).
Les mauvais résultats au début des qualifications de l'Euro 2004 conduisent au départ de McCarthy, remplacé par Brian Kerr. Ce dernier n'obtient pas de meilleurs résultats et se voit renvoyé en octobre 2005, alors que la sélection a manqué la qualification pour la Coupe du monde 2006,. Kerr est remplacé par Steve Staunton, assisté de Bobby Robson. Avec lui, les résultats de la sélection sont inconstants, à l’image d'une sévère et humiliante défaite à Chypre (2-5), et conduisent à un nouvel échec dans la course à l'Euro 2008, où l'Irlande est largement distancée par l'Allemagne et la République tchèque. Staunton est renvoyé en octobre 2007.

### Les années Trapattoni (2008-2013)

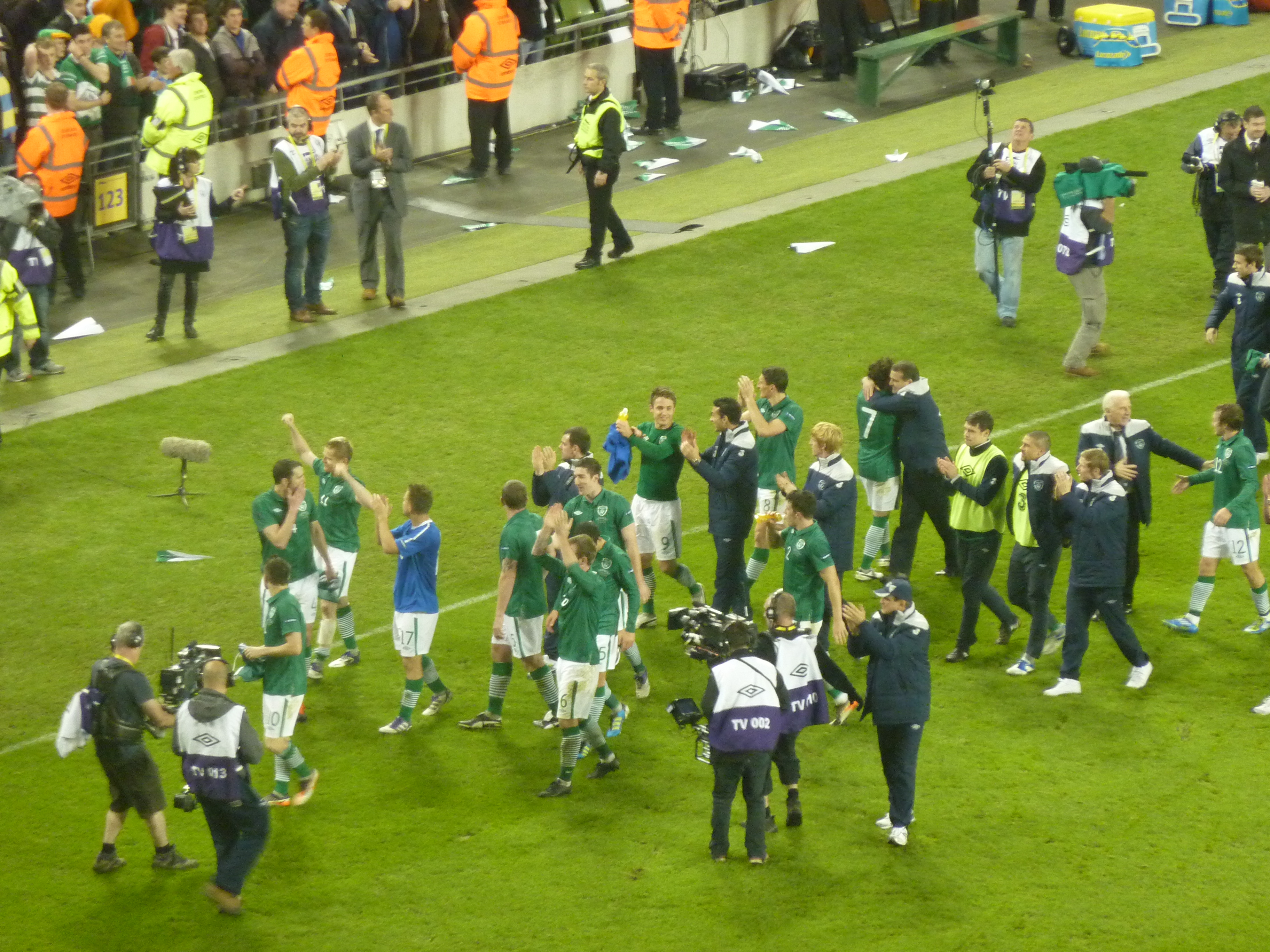
Les Irlandais célèbrent leur qualification à l'Euro 2012.

L'Italien Giovanni Trapattoni, un des entraîneurs les plus réputés et expérimentés d'Europe, est nommé en février 2008. L'Irlande termine invaincue de son groupe de qualification pour la Coupe du monde 2010, mais avec seulement quatre victoires, elle doit passer par un barrage face à la France. Battus chez eux à Dublin (1-0), les Irlandais dominent largement le match retour. Alors qu'ils mènent 1-0 en fin de match, les Français égalisent par William Gallas, qui profite d'une action de jeu marquée par une main de Thierry Henry. L'action et le résultat du barrage font scandale.
Le match retour, joué le 18 novembre 2009 au Stade de France, est marqué par la polémique puisque le but égalisateur des Français sera entaché d'une main de Thierry Henry qui a fait scandale tant en France qu'en Irlande,. L'Irlande est éliminée et demande à rejouer le match pour cause de tricherie. La FIFA refusera de faire rejouer la rencontre en disant que cela faisait partie du jeu et que l'arbitre n'avait pas vu la main du Français. En juin 2015, John Delaney, directeur-général de la Fédération irlandaise (FAI), a confirmé que la FIFA avait effectué un versement d'argent à son instance pour éviter une procédure judiciaire après cette élimination controversée.
Un nouveau scandale va ternir deux ans plus tard la qualification pour l'Euro 2012. Devancée par la Russie, l'Irlande joue un dernier match décisif contre la surprenante équipe d'Arménie à domicile contre laquelle un match nul suffit pour une qualification aux barrages. L'Irlande accomplit sa mission avec une victoire à domicile très controversée. En effet, l'arbitre espagnol Eduardo Gonzalez expulse dès le début du match le gardien arménien pour une main en dehors de la surface de réparation alors que le ralenti démontre que le contact a eu lieu avec la poitrine et non la main. L'Irlandais Simon Cox a, quant à lui, touché le ballon avec sa main sur l'action ce qui aurait dû donner un coup franc arménien. Cox a, après le match, reconnu sa main non sifflée. L'Arménie a ensuite été contrainte de remplacer son gardien par un autre de 19 ans inexpérimenté qui a disputé son premier match de façon inattendue et qui a réalisé deux fautes de mains aboutissant aux deux buts irlandais de la victoire (2-1). Certains supporters arméniens y ont vu une tentative des instances de contrebalancer la main de Thierry Henry. L'Arménie est éliminée et demande à rejouer le match pour cause de tricherie, mais les protestations de la fédération arménienne n'ont pas abouti. L'arbitre Gonzalez a démissionné après ce scandale.
Sous la houlette de Giovanni Trapattoni, en poste depuis 2008, les Irlandais sont éliminés dès le 1er tour de l'Euro 2012 avec un zéro pointé, dans un groupe toutefois relevé qui comportait l'Espagne tenante du titre et championne du monde sortante, l'Italie et la Croatie. Trapattoni cède sa place l'année suivante au Nord-irlandais Martin O'Neill.

### Depuis 2013
Absents de la Coupe du monde 2014, les Irlandais se distinguent durant les qualifications à l'Euro 2016 en battant l'Allemagne, championne du monde en titre, 1-0 à Dublin. Néanmoins cette victoire de prestige s'avère insuffisante pour accrocher une place directe à l'Euro. L'Irlande, toutefois, se qualifie pour l'Euro 2016 en battant en barrages la Bosnie-Herzégovine (1-1 à l'extérieur à l'aller, victoire 2-0 à domicile au retour). Ils passent le 1er tour parmi les 4 meilleurs 3e de groupe avec 4 points, au sein d'une poule difficile qui comprenait la Belgique, l'Italie et la Suède ; avant d'être éliminé en huitièmes de finale par les futurs vice-champions d'Europe français (1-2), malgré une ouverture du score précoce (2e minute) sur un penalty transformé par Robbie Brady.
Pour les qualifications à la Coupe du Monde 2018, Les Irlandais sont placés dans le groupe D avec la Serbie, Le pays de Galles (demi-finaliste de l'Euro 2016), L'Autriche, La Géorgie et la Moldavie. Les hommes en vert ne perdent qu'un seul match, une rencontre à domicile contre la Serbie (0-1), un match crucial qui leur fait perdre la première place du groupe. Ils doivent alors disputer à nouveau les barrages de qualifications. L'Irlande affronte le Danemark qui est en tête de série lors du tirage au sort. Après un nul vierge au match aller à l'extérieur, ils subissent une lourde défaite (1-5) à domicile, malgré l'ouverture du score, qui les élimine de la Coupe du monde en Russie.
Placée dans le groupe D lors des éliminatoires de l'Euro 2021, l'Irlande termine 3e derrière la Suisse et le Danemark directement qualifiés, avec un bilan de 3 victoires, 4 nuls et une défaite (0-2 en Suisse). Les hommes en vert ont encaissé peu de buts mais aussi peiné à en inscrire, à l'instar de courtes victoires à l'aller comme au retour contre Gibraltar (1-0 à l'extérieur, 2-0 à domicile). Elle obtient toutefois la possibilité de disputer des matchs de barrages du fait de la qualification directe d'un grand nombre d'équipes présentes dans la Ligue B lors de l'édition 2018-2019 de Ligue des nations et doit affronter à l'extérieur la Slovaquie. Cette demi-finale de barrage est fermée et ne permet pas de départager les 2 équipes (0-0 au bout de 120 minutes), avant de se solder finalement par une qualification slovaque au bout du suspense à l'issue de la séance de tirs au but (2 t.a.b. à 4), Alan Browne et Matt Doherty ayant manqué leurs tentatives. L'Irlande ne réussit pas à enchaîner une 3e participation consécutive à une phase finale de Championnat d'Europe.
Dans le groupe 4 de la Ligue B lors de l'édition 2018-2019 de Ligue des nations, l'Irlande finit dernière de sa poule avec 2 matchs nuls (à chaque fois sur un score de 0-0 contre le Danemark) et 2 défaites (à chaque fois contre le Pays de Galles, 1-4 à l'extérieur à l'aller, 0-1 à domicile au retour). Du fait du changement de format décidé par l'UEFA, l'Irlande évite la relégation en Ligue C. Une relégation qu'elle évite à nouveau lors de l'édition suivante, où elle figure à nouveau dans le même groupe qu'il y a 2 ans et à nouveau en compagnie du Pays de Galles, mais également avec la Finlande et la Bulgarie, 2 promus de Ligue C. En effet, les hommes en vert terminent 3e du groupe sans gagner de match (3 nuls, 3 défaites) et avec une attaque peu prolifique (un seul but inscrit), mais devant les Bulgares avec un point de plus que leur rival, notamment grâce à un match nul arraché lors du match aller à Sofia contre ces derniers dans les arrêts de jeu de la partie (1-1, égalisation de Shane Duffy à la 94e minute).

## Identité

### Emblème

Logo jusqu'en 2023.
Logo depuis 2023.

### Couleurs

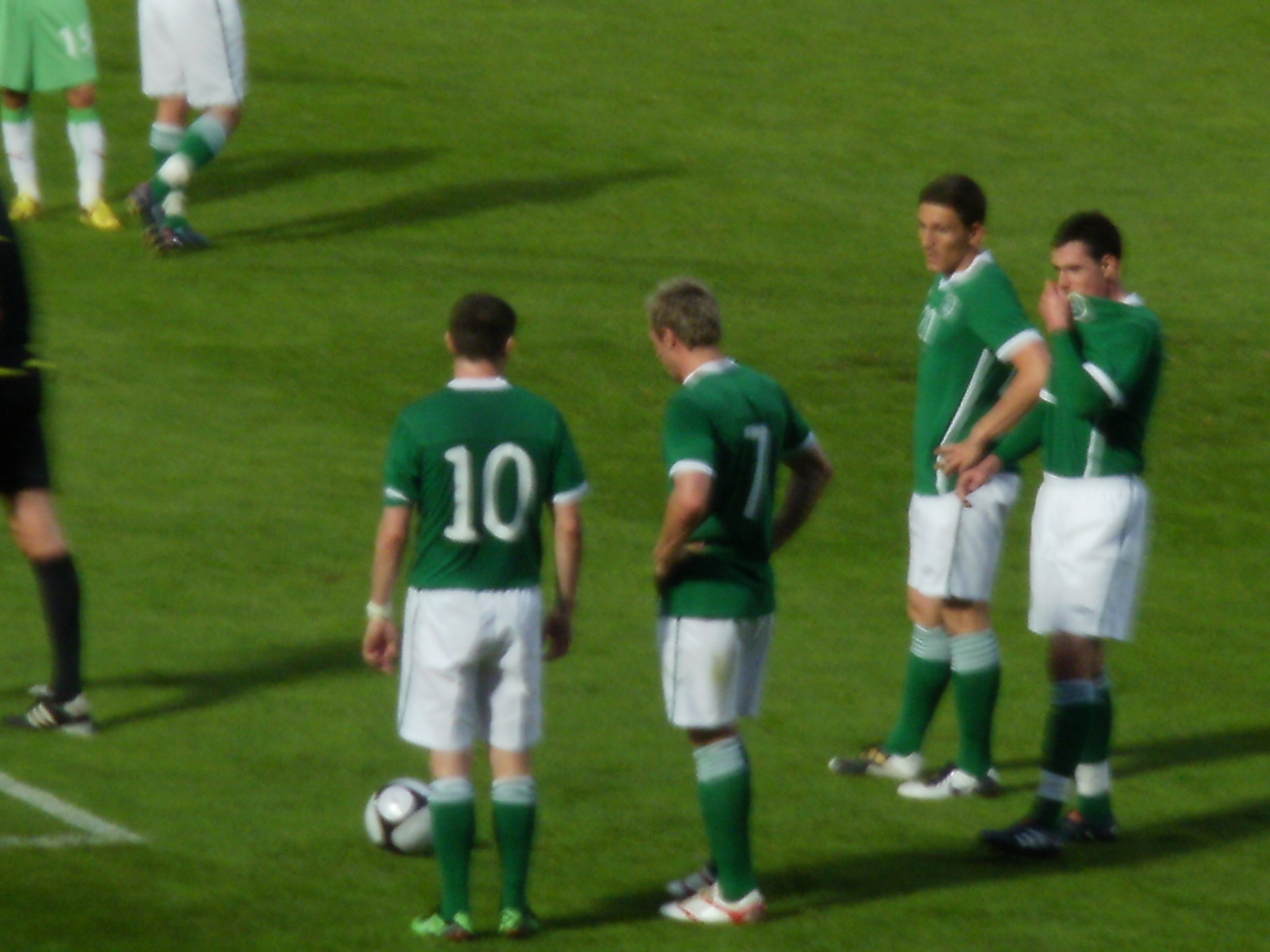
Joueurs irlandais en 2010 contre l'Algérie.

Traditionnellement, les Irlandais évoluent à domicile avec un maillot vert, un short blanc et des bas verts. Le second maillot reprend généralement le motif inverse (blanc-vert-blanc), mais peut aussi s'en éloigner, à l'exemple du maillot orange utilisé à la fin des années 1990, du maillot gris du 17 novembre 2007 ou du maillot noir rayé de vert porté notamment en finale de la Nations Cup en 2011,
L'équipementier de la sélection est Umbro depuis 1994. En 2009, la marque et la fédération signent un contrat pérennisant leur collaboration jusqu'en 2020.
| Classic | 1978–83 | 1983–84 | 1984–85 | 1985 | 1988 | 1990 |
| 1994    | 1998    | 2002    | 2004    | 2006 | 2012 | 2015 |

| 1990 | 1994 |  | 2010 |  | 2012 | 2013 | 2015 |

## Résultats

### Palmarès
Le tableau suivant liste le palmarès de l’équipe d'Irlande de football dans les différentes compétitions internationales officielles.
| Coupe du monde                                                                                       | Compétitions continentales                                                                                    | Jeux olympiques                                                  | Tournois amicaux                  |
| --- | --- | ---------------------------------------------------------------- | --------------------------------- |
| - Coupe du monde (3 participations) : - Quart de finale : 1990. - Huitième de finale : 1994 et 2002. | - Championnat d'Europe (3 participations au tournoi) : - 1er tour : 1988 et 2012 - Huitième de finale : 2016. | - Jeux olympiques (2 participations) : - Quart de finale : 1924. | - Nations Cup - Vainqueur : 2011. |

### Compétitions internationales
L’équipe irlandaise s'est qualifiée à trois des vingt et une phases finales de Coupe du Monde de s'étant tenues de 1930 à 2018. L'Irlande réussit sa meilleure performance lors de sa première participation, en 1990, en atteignant les quarts de finale de la compétition, où elle est éliminée par la nation hôte, l'Italie. Les deux autres fois, en 1994 et 2002, l'Irlande atteint les huitièmes de finale.
Entre 1960 et 2016, la sélection irlandaise participe à trois des quinze phases finales de Championnat d'Europe. La sélection irlandaise dispute son premier match de qualification le 5 avril 1959 face à la Tchécoslovaquie. Lors de ses deux premières participations, l'Irlande ne parvient pas à passer le premier tour, terminant troisième de son groupe en 1988 et dernière en 2012. La sélection réussit pour la première fois à s'extraire de la phase de poules lors de l'Euro 2016.

### Coupe du monde
| Année | Position      |      | Année               | Position |               | Année | Position |
| 1930  | Non inscrite  | 1974 | Non qualifiée       | 2010     | Non qualifiée |       |          |
| 1934  | Non qualifiée | 1978 | Non qualifiée       | 2014     | Non qualifiée |       |          |
| 1938  | Non qualifiée | 1982 | Non qualifiée       | 2018     | Non qualifiée |       |          |
| 1950  | Non qualifiée | 1986 | Non qualifiée       | 2022     | Non qualifiée |       |          |
| 1954  | Non qualifiée | 1990 | Quarts de finale    | 2026     | À venir       |       |          |
| 1958  | Non qualifiée | 1994 | Huitièmes de finale | 2030     | À venir       |       |          |
| 1962  | Non qualifiée | 1998 | Non qualifiée       | 2034     | À venir       |       |          |
| 1966  | Non qualifiée | 2002 | Huitièmes de finale |          |               |       |          |
| 1970  | Non qualifiée | 2006 | Non qualifiée       |          |               |       |          |

### Championnat d'Europe
| Année | Position          |      | Année             | Position |                     | Année | Position |
| 1960  | Tour préliminaire | 1988 | 1er tour (1/4 f.) | 2016     | Huitièmes de finale |       |          |
| 1964  | Quarts de finale  | 1992 | Non qualifiée     | 2020     | Non qualifiée       |       |          |
| 1968  | Non qualifiée     | 1996 | Non qualifiée     | 2024     | Non qualifiée       |       |          |
| 1972  | Non qualifiée     | 2000 | Non qualifiée     | 2028     | Pays hôte           |       |          |
| 1976  | Non qualifiée     | 2004 | Non qualifiée     | 2032     | À venir             |       |          |
| 1980  | Non qualifiée     | 2008 | Non qualifiée     |          |                     |       |          |
| 1984  | Non qualifiée     | 2012 | 1er tour          |          |                     |       |          |

### Ligue des nations
| Édition   | Ligue | Phase de Groupe | Phase de Groupe | Phase de Groupe | Phase de Groupe | Phase de Groupe | Phase de Groupe | Phase de Groupe | Phase finale | Phase finale | Phase finale | Phase finale | Phase finale | Phase finale | Phase finale | Phase finale |
| Édition   | Ligue | Class.          | M               | V               | N               | D               | bp              | bc              | Pays hôte    | Résultat     | M            | V            | N            | D            | bp           | bc           |
| --------- | ----- | --------------- | --------------- | --------------- | --------------- | --------------- | --------------- | --------------- | ------------ | ------------ | ------------ | ------------ | ------------ | ------------ | ------------ | ------------ |
| 2018-2019 | B     | 3/3             | 4               | 0               | 2               | 2               | 1               | 5               | 2019         | Inéligible   | Inéligible   | Inéligible   | Inéligible   | Inéligible   | Inéligible   | Inéligible   |
| 2020-2021 | B     | 3/4             | 6               | 0               | 3               | 3               | 1               | 4               | 2021         | Inéligible   | Inéligible   | Inéligible   | Inéligible   | Inéligible   | Inéligible   | Inéligible   |
| 2022-2023 | B     | 3/4             | 6               | 2               | 1               | 3               | 8               | 7               | 2023         | Inéligible   | Inéligible   | Inéligible   | Inéligible   | Inéligible   | Inéligible   | Inéligible   |
| 2024-2025 | B     | 3/4             | 6               | 2               | 0               | 4               | 3               | 12              | 2025         | Inéligible   | Inéligible   | Inéligible   | Inéligible   | Inéligible   | Inéligible   | Inéligible   |
| Total     | Total | Total           | 22              | 4               | 6               | 12              | 13              | 28              | Total        | Total        | 0            | 0            | 0            | 0            | 0            | 0            |

### Classement FIFA
Depuis l'introduction du classement mondial de la FIFA en 1993, l'Irlande a navigué entre la 70e place, son pire classement annuel, atteint en 2014, et la 6e place, atteinte en août 1993.
| Année              | 1993 | 1994 | 1995 | 1996 | 1997 | 1998 | 1999 | 2000 | 2001 | 2002 | 2003 | 2004 | 2005 | 2006 | 2007 | 2008 | 2009 | 2010 | 2011 | 2012 | 2013 | 2014 | 2015 | 2016 | 2017 | 2018 | 2019 | 2020 | 2021 | 2022 | 2023 | 2024 |
| ------------------ | ---- | ---- | ---- | ---- | ---- | ---- | ---- | ---- | ---- | ---- | ---- | ---- | ---- | ---- | ---- | ---- | ---- | ---- | ---- | ---- | ---- | ---- | ---- | ---- | ---- | ---- | ---- | ---- | ---- | ---- | ---- | ---- |
| Classement mondial | 10   | 9    | 28   | 36   | 47   | 56   | 35   | 31   | 17   | 14   | 14   | 12   | 24   | 49   | 35   | 38   | 35   | 36   | 22   | 42   | 67   | 64   | 31   | 23   | 32   | 33   | 34   | 42   | 47   | 48   | 60   | 60   |

## Infrastructures
Depuis 2010, les matchs à domicile de l'équipe Irlandaise de football se déroulent à l'Aviva Stadium. Auparavant les matchs à domicile se déroulaient à Dalymount Park puis à Lansdowne Road.

## Personnalités

### Sélectionneurs

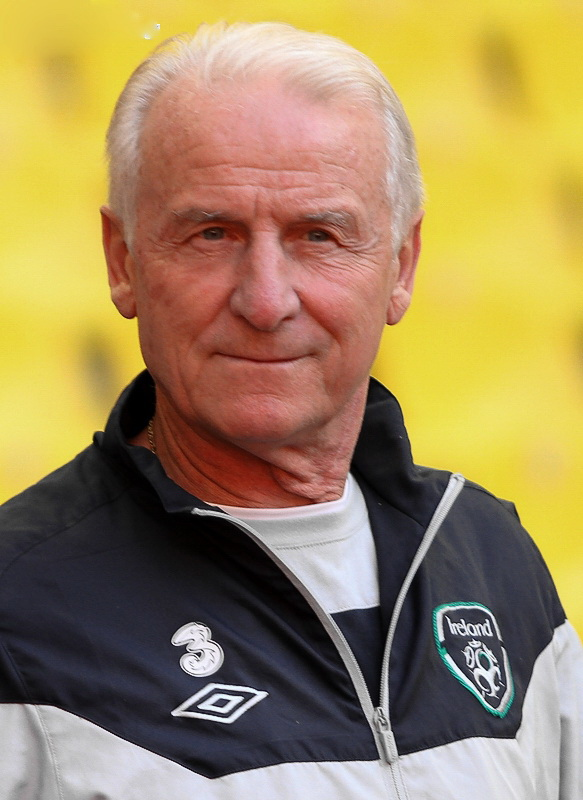
Giovanni Trapattoni, sélectionneur de 2008 à 2013.

Mick Meagan (en) est en 1969 le premier sélectionneur appointé de l'Irlande. Auparavant, la sélection est dirigée par un comité de direction, dont la direction est confiée à successivement à l’Écossais Doug Livingstone (1951-1953) puis aux Irlandais Alex Stevenson (1953-1955), Johnny Carey (1955-1967), Noel Cantwell et Charlie Hurley (1967-1969).
| Doug Livingstone             | 1951-1953           |    |    |    |    |     |    |       |                                           |  |  |
| Alex Stevenson (en)          | 1953-1955           |    |    |    |    |     |    |       |                                           |  |  |
| Johnny Carey                 | 1957-1967           |    |    |    |    |     |    |       |                                           |  |  |
| Charlie Hurley Noel Cantwell | 1967-1969           |    |    |    |    |     |    |       |                                           |  |  |
|                              |                     |    |    |    |    |     |    |       |                                           |  |  |
| Mick Meagan (en)             | 1969-1971           | 12 | 0  | 3  | 9  | 7   | 26 | 0     |                                           |  |  |
| Liam Tuohy                   | 1971-1973           | 10 | 3  | 1  | 6  | 11  | 20 | 30    |                                           |  |  |
| Seán Thomas                  | (intérim) 1973      | 1  | 0  | 1  | 0  | 1   | 1  | 0     |                                           |  |  |
| Johnny Giles                 | 1973-1980           | 36 | 13 | 9  | 14 | 48  | 45 | 36,11 |                                           |  |  |
| Alan Kelly Sr                | (intérim) 1980      | 1  | 1  | 0  | 0  | 2   | 0  | 100   |                                           |  |  |
| Eoin Hand                    | 1980-1985           | 39 | 11 | 9  | 19 | 47  | 56 | 28,2  |                                           |  |  |
| Jack Charlton                | 1986-1995           | 93 | 46 | 30 | 17 | 127 | 63 | 49,46 | Euro 1988 et Coupes du monde 1990 et 1994 |  |  |
| Mick McCarthy                | 1996-2002           | 68 | 29 | 20 | 19 | 112 | 66 | 42,64 | Coupe du monde 2002                       |  |  |
| Don Givens                   | (intérim) 2002      | 3  | 0  | 2  | 1  | 2   | 3  | 0     |                                           |  |  |
| Brian Kerr                   | 2003-2005           | 33 | 18 | 11 | 4  | 39  | 20 | 54,54 |                                           |  |  |
| Steve Staunton               | 2006-2007           | 17 | 6  | 6  | 5  | 24  | 19 | 35,29 |                                           |  |  |
| Don Givens                   | (intérim) 2007-2008 | 3  | 0  | 2  | 1  | 2   | 3  | 0     |                                           |  |  |
| Giovanni Trapattoni          | 2008-2013           | 64 | 26 | 22 | 16 | 86  | 64 | 40,6  | Euro 2012                                 |  |  |
| Noel King                    | 2013 (intérim)      | 2  | 1  | 0  | 1  | 3   | 4  | 50    |                                           |  |  |
| Martin O'Neill               | 2013-2018           | 55 | 19 | 20 | 16 | 68  | 56 | 34,54 | Euro 2016                                 |  |  |
| Mick McCarthy                | 2018-2020           | 10 | 5  | 4  | 1  | 13  | 7  | 50    |                                           |  |  |
| Stephen Kenny                | 2020-2023           | 40 | 11 | 12 | 17 | 48  | 43 | 27,5  |                                           |  |  |
| John O'Shea                  | (intérim) 2024      | 3  | 1  | 1  | 1  | 2   | 2  | 33,33 |                                           |  |  |
| Heimir Hallgrímsson          | 2024-               | 10 | 4  | 2  | 4  | 8   | 15 | 40    |                                           |  |  |

Parmi les sélectionneurs, plusieurs n'ont été que des intérimaires, des entraîneurs nommés pour faire face à une actualité pressante nécessitant la présente d'un sélectionneur, mais nommé en attendant une décision définitive de la fédération irlandaise. Le premier a été Seán Thomas nommé à la suite de la démission de Liam Tuohy. Il n'officie sur le banc irlandais que pour une seule rencontre en Norvège. Don Givens, lui, l'a été à deux reprises. Alors qu'il était l'entraîneur des moins de 21 ans, il prend en main l'équipe nationale une première fois en 2002 puis une deuxième fois en 2007-2008.

### Joueurs emblématiques
| Rang | Sélections | Joueur         | Carrière  | Buts |
| ---- | ---------- | -------------- | --------- | ---- |
| 1    | 146        | Robbie Keane   | 1998-2016 | 68   |
| 2    | 134        | Shay Given     | 1996-2016 | 0    |
| 3    | 118        | John O'Shea    | 2001-2013 | 3    |
| 4    | 110        | Kevin Kilbane  | 1997-2012 | 8    |
| 5    | 103        | James McClean  | 2012-2023 | 11   |
| 6    | 102        | Steve Staunton | 1989-2002 | 7    |
| 7    | 100        | Damien Duff    | 1997-2012 | 8    |
| 8    | 93         | Aiden McGeady  | 2004-2017 | 5    |
| 9    | 91         | Niall Quinn    | 1986-2002 | 21   |
| 9    | 91         | Glenn Whelan   | 2008-2019 | 2    |

| Rang | Buts | Joueur           | Carrière  | Sélections | Ratio |
| ---- | ---- | ---------------- | --------- | ---------- | ----- |
| 1    | 68   | Robbie Keane     | 1998-2016 | 146        | 0,47  |
| 2    | 21   | Niall Quinn      | 1986-2002 | 91         | 0,23  |
| 3    | 20   | Frank Stapleton  | 1977-1990 | 71         | 0,28  |
| 4    | 19   | Don Givens       | 1969-1982 | 56         | 0,34  |
| 4    | 19   | John Aldridge    | 1986-1997 | 69         | 0,28  |
| 4    | 19   | Tony Cascarino   | 1986-2000 | 88         | 0,22  |
| 7    | 17   | Shane Long       | 2007-2021 | 88         | 0,2   |
| 8    | 14   | Noel Cantwell    | 1954-1967 | 36         | 0,39  |
| 8    | 14   | Jonathan Walters | 2010-2018 | 54         | 0,26  |
| 8    | 14   | Kevin Doyle      | 2006-2017 | 63         | 0,22  |